# Мешочники
Мешочники — люди, занимавшиеся скупкой, перевозкой вручную и продажей каких-нибудь товаров. Название происходит от мешков, в которых они перевозили товар. Деятельность мешочников получила название «мешочничество».

## История
Термин «мешочник» появился в России задолго до 1917 года. Например, во второй половине XIX века так часто называли книготорговцев, не имеющих постоянного места торговли и разносивших книги в особых мешках. Зашитый с верхнего конца мешок с разрезом посередине наполнялся книгами и перекидывался через плечо. Такие книготорговцы, по свидетельству очевидца Н. И. Свешникова, были людьми «разбитными, то есть ловкими, изворотливыми и смелыми». Именно у них покупали запрещённые цензурой книги политического или порнографического содержания.
Смысл мешочничества принципиально изменился в период Первой мировой войны, а затем существования Временного и большевистского правительств. Появилось и быстро увеличилось число мелких нелегальных добытчиков и перевозчиков продовольствия и товаров ширпотреба. Мешочничество заменяло разрушавшуюся систему заготовки, транспортировки, распределения и торговли. В период Гражданской войны это явление приобрело столь значительные размеры, что экономику стали называть мешочнической.
С мая 1917 года в результате введения Временным правительством хлебной монополии на железных дорогах появились мешочники, из-за которых порой не могли отправить поезда, так как люди размещались, в том числе, на крышах вагонов, тормозных площадках и сцепных устройствах. С мая по октябрь 1917 года мешочники перевезли 3,5 млн пудов хлеба. Для пресечения этого явления создавались военные заградительные отряды.
Мешочникам приходилось объединяться в группы, поскольку так было легче взять штурмом вагон и, погрузив свои мешки, запереть двери. В отдельных случаях коллективы мешочников нанимали охранников. Некоторые отряды охраны представляли серьёзную вооруженную силу, использовали для защиты даже пулемёты.
В середине февраля 1918 года советская власть объявила борьбу с мешочниками, которые преследовались как «спекулянты». Были созданы специальные подвижные отряды, которые конфисковывали перевозимое продовольствие, если оно превышало установленные нормы. На мешочников устраивались облавы, применялись жесткие санкции. В случае сопротивления они подлежали аресту и суду, при вооруженном сопротивлении — расстрелу на месте.
После разрушительной Гражданской войны, жестокой засухи 1921 года (от неё погибло около 22 % всех посевов, а урожайность составила 43 % от уровня 1913 года), военного коммунизма и действия продразверстки в отдельных районах России наступил голод. В то же время в других районах сохранялись значительные запасы хлеба. Многие люди пытались прокормиться во время голода путём мелкой торговли. Они садились в поезда, в том числе грузовые, ехали в деревню и покупали у крестьян или выменивали на ценные товары хлеб и другую еду, которую затем либо сами употребляли, либо продавали в городе на толкучках и чёрных рынках.
В 1921 году было установлено, что:

Лица, едущие на паровозах и тормозных площадках, подлежат немедленному аресту и отправлению в местные Чрезвычайные комиссии на предмет дальнейшего направления их в концентрационный лагерь, сроком до 5 лет.

Мешочничество показано в фильме «Коммунист».
Похожая ситуация возникла в Германии, Австро-Венгрии, Чехословакии и других европейских государствах после окончания Первой мировой войны. Мешочничество описано в романе Ремарка «Возвращение».
Мешочники вновь появились в СССР во время Великой Отечественной войны. 25 сентября 1942 года ГКО СССР утвердил постановление «О борьбе с мешочничеством». Из работников железнодорожной и водной милиции с привлечением партийного и комсомольского актива создавались оперативные группы, которые занимались проверкой пассажиров в пассажирских поездах. С июля 1942 года по июль 1943 года на железнодорожном и водном транспорте было задержано около 1 млн мешочников, изъято 4080 тонн продуктов, было выявлено 5000 спекулянтов.

## Легальное мешочничество
В годы Гражданской войны в России существовало и так называемое «легальное мешочничество», когда отдельные категории граждан, в профессиональных навыках которых государство было наиболее заинтересовано, пользовались дополнительными правами по провозу продовольствия. Так, в специальную потребительскую группу были выделены железнодорожники. Легальное мешочничество осуществлялось по специальным провизионным билетам.
С началом НЭПа предполагалось постепенно перевести рабочих и служащих на реальную зарплату в денежной форме и упразднить льготное мешочничество. Однако положение большей части населения по окончании Гражданской войны оказалось столь бедственным, что власти вынуждены были вернуться к практике широкой выдачи бесплатных провизионных билетов даже работникам учреждений, не связанных с ведомством путей сообщения.